# بونویل (میسیسیپی)
بونویل (به انگلیسی: Booneville) شهری در ایالت میسیسیپی کشور ایالات متحده آمریکا است که جمعیت آن در سرشماری سال ۲۰۱۰ میلادی، ۸٬۷۴۳
نفر بوده‌است.